# Gala Hernández
Gala Hernández López (Murcia, 1993) es una cineasta, artista e investigadora española que vive entre París y Berlín. En 2024, recibió el Premio César de la Academia de las Artes y Técnicas del Cine de Francia al mejor corto documental por su obra La mecánica de los fluidos.

## Trayectoria
Hernández es hija de la escritora y psicoanalista Lola López Mondéjar y del gestor cultural Patricio Hernández.
Se graduó en Cinematografía por la Universidad de Barcelona y posteriormente cursó un máster en Estudios de Cine y Audiovisual Contemporáneos por la Universidad Pompeu Fabra, un máster en Audiovisual and Cinema Studies (IMACS) por la Universidad Sorbona Nueva-París 3 y Universidad de París X Nanterre de La Défense. Además, comenzó el doctorado en Estética, Ciencias y Tecnologías del Arte por la Universidad de París VIII.
Sus obras cinematográficas se han exhibido en festivales y certámenes como Cannes, Berlinale, DOK Leipzig, Cinéma du Réel, IndieLisboa, el Festival de Cortometrajes de Clermont-Ferrand, Punto de Vista y el Salón de Montrouge. En 2016, se publicó su plaquette poética Amnesia de las aves en la Editorial ad minimum.

## Reconocimientos
Hernández fue reconocida con el premio a la Mejor Autora de Cortometraje en el Festival Internacional de Cine Independiente de Burdeos. En octubre de 2022, recibió el Premio Tiempo de Historia en la Semana Internacional de Cine de Valladolid (Seminci) por su corto La mecánica de los fluidos. Al año siguiente, en 2023 y por la misma obra, Hernández se alzó con el Premio Trabajo Experimental 2023 de la Scam (Francia), de la que el jurado destacó la pluralidad de formas estéticas empleadas para abordar un contenido social. 
A finales de ese mismo año, tras la nominación de La mecánica de los fluidos a los premios del cine francés, Hernández fue incluida en la lista de los 20 murcianos del año que selecciona el periódico La Verdad. En febrero de 2024, Hernández recibió el Premio César al mejor corto documental que otorga la Academia de las Artes y Técnicas del Cine de Francia, convirtiéndose en la primera cineasta española en alzarse con este galardón.
En 2024 el Festival Internacional de Cine de Gijón dedica uno de los focos en su 62ª edición mostrando tres de sus trabajos: La mecánica de los fluidos (2022), For here I am sitting in a tin can far above the world (2024) y +10K, un mediometraje que se estrenó en 2025 en la Quinzaine des Cinéastes de Cannes.  El FICX informa que Gala Hernández está trabajando también en la escritura de su primer largometraje, que lleva el título provisional de All night I make the night in me.

## Obra
- 2016 – Amnesia de las aves (plaquette de poesía)
- 2022 – La mecánica de los fluidos (mediometraje)
- 2024 – For here am i sitting in a tin can far above the world (corto)
- 2025 - +10k (mediometraje)